# Centro Científico Tecnológico Santa Fe
El Centro Científico Tecnológico Santa Fe (CCT Santa Fe) es un centro argentino de investigación y desarrollo del CONICET que agrupa a diferentes institutos de las provincias de Santa Fe y Entre Ríos.

## Unidades ejecutoras
Está conformado por las siguientes Unidades Ejecutoras:
- Centro de Investigación Científica y de Transferencia Tecnológica a la Producción (CICYTTP)
- Centro de Investigación de Métodos Computacionales (CIMEC)
- Instituto de Agrobiotecnología del Litoral (IAL)
- Instituto de Investigación y Desarrollo en Bioingeniería y Bioinformática (IBB)
- Instituto de Ciencias Agropecuarias del Litoral (ICIAGRO Litoral)
- Instituto de Ciencias Veterinarias del Litoral (ICIVET)
- Instituto de Ciencia y Tecnología de los Alimentos de Entre Ríos (ICTAER)
- Instituto de Investigación de la Cadena Láctea (IDICAL)
- Instituto de Física del Litoral (IFIS)
- Instituto de Humanidades y Ciencias Sociales del Litoral (IHUCSO)
- Instituto de Matemática Aplicada del Litoral (IMAL)
- Instituto Nacional de Limnología (INALI)
- Instituto de Investigaciones en Catálisis y Petroquímica "Ing. José Miguel Parera" (INCAPE)
- Instituto de Estudios Sociales (INES)
- Instituto de Desarrollo y Diseño (INGAR)
- Instituto de Lactología Industrial (INLAIN)
- Instituto de Desarrollo Tecnológico para la Industria Química (INTEC)
- Instituto de Química Aplicada del Litoral (IQAL)
- Instituto de Salud y Ambiente del Litoral (ISAL)
- Instituto de Investigación en Señales, Sistemas e Inteligencia Computacional (sinc(i))